# Fuldhain
Fuldhain ist eine Wüstung im Südosten der Gemarkung der Stadt Kassel in Nordhessen.
Der Ort lag vor der unteren Neustadt in Richtung auf den heutigen Stadtteil Waldau und wurde erstmals im Jahre 1247 als Volthagen urkundlich erwähnt, als Erzbischof Siegfried III. von Mainz den Brüdern Hermann d. J. und Heinrich von Wolfershausen seine zu 250 Mark veranschlagten Zehnten in Kassel und „Volthagen“ verpfändete. 1295 verkauften die Brüder Wittekind und Bertold von Schwarzenberg dem Landgrafen Heinrich I. von Hessen u. a. alle ihre Zinsen in „Volchanc“. Im Jahre 1301 verkaufte Graf Otto II. († 1306) von Bilstein, der letzte männliche Spross seines Geschlechts, alle bilsteinischen Lehen und danach auch seinen Allodialbesitz, darunter auch Güter in Waldau und Volthagen, die Wittekind und Hugo von Schwarzenberg von ihm zu Lehen hatten, an Landgraf Heinrich I. 1336 wird von einem Vergleich zwischen Ludwig Symeshusin und dem Kloster Kaufungen wegen Gütern in „Volthayn“ berichtet, und 1344 verkauften die Brüder von Schwarzenberg dem Kloster Breitenau eine Rente von allen ihren Gütern in Waldau und „Volthayn“. Dies scheint die letzte urkundlich Erwähnung des Orts als Siedlung zu sein. Im Jahre 1412 ist nur noch von Wiesen in der Feldmark von „Volthain“ die Rede, das nunmehr wüst lag. 1432 wird noch einmal von anderthalb Huben Land berichtet, „Vogkesbreyde“ genannt, die am „Folthan“ vor Kassel lagen.